# Поединок в тайге
«Поединок в тайге» — советский приключенческий художественный фильм, поставленный на киностудии им. М. Горького в 1977 году режиссёрами Владимиром Златоустовским и Иваном Лукинским. Мировая премьера фильма состоялась 4 июня 1978 года.

## Сюжет
История о противостоянии во время Гражданской войны в Сибири в 1918 году. Комсомольцы и партизаны должны остановить и разоружить поезд, на котором едут белогвардейцы.
Партия поручает коммунисту Назару Жигулину по кличке «Зорик» собрать отряд из добровольцев, для чего ему нужно обосноваться на сибирской станции Суетиха. Зорик закончил железнодорожное училище, поэтому он хорошо подготовлен к своему ответственному заданию. Начальник станции, который сразу кажется Зорику надёжным человеком, даёт ему приют, но хочет проверить молодого коммуниста на честность. Из-за того, что у Зорика поддельные документы, он рискует попасть впросак. Неопытные вчерашние пацаны успешно справляются с этим опасным заданием.

## В ролях
| Актёр               | Роль                                                                                    |
| ------------------- | --------------------------------------------------------------------------------------- |
| Виктор Гордеев      | Назар Васильевич Жигулин («Зорик») комсомолец, коммунист, красноармеец                  |
| Татьяна Ташкова     | Юлия Владиславовна (Юля) (в титрах — «Т. Васильева») (роль озвучивает Наталья Рычагова) |
| Владимир Смирнов    | Игнатий Макарович из управы, ставивший печать, из красных                               |
| Николай Олялин      | Андрей Лукич приказчик из Чуйской Фактории, большевик из 2-й партизанской армии         |
| Александр Вокач     | Владислав Казимирович отец Юли                                                          |
| Борис Сморчков      | Костя Жильцов                                                                           |
| Леонид Трутнев      | Вася                                                                                    |
| Василий Куприянов   | Веня                                                                                    |
| Николай Светлаев    | Шурка                                                                                   |
| Юрий Волков         | Юрий Юрьевич белый офицер                                                               |
| Владимир Кашпур     | Дымков                                                                                  |
| Наталья Андрейченко | Пелагея                                                                                 |
| Михаил Бочаров      | эпизод                                                                                  |
| Юрий Вольский       | эпизод                                                                                  |
| Борис Гитин         | белый офицер из отряда Ильи Федотовича                                                  |
| Николай Горлов      | отец Кости                                                                              |
| Вадим Захарченко    | Илья Федотович белый офицер, возглавляющий отряд мобилизации                            |
| Владимир Изотов     | белый офицер в кепи из отряда Ильи Федотовича                                           |
| Клавдия Козленкова  | женщина с детьми в доме на полустанке                                                   |
| Николай Смирнов     | Иван Анисимович                                                                         |
| Валентина Телегина  | мать Кости                                                                              |
| Николай Томашевский | Сергеев                                                                                 |
| Алексей Эйбоженко   | комиссар                                                                                |
| Николай Юдин        | деревенский дед, запутавший белый отряд мобилизации                                     |

## Съемочная группа
| Роль                   | Имя                                                                                      |
| ---------------------- | ---------------------------------------------------------------------------------------- |
| Автор сценария         | Николай Фигуровский                                                                      |
| Режиссёры-постановщики | Владимир Златоустовский, Иван Лукинский                                                  |
| Оператор-постановщик   | Константин Арутюнов                                                                      |
| Художник-постановщик   | Людмила Безсмертнова                                                                     |
| Композитор             | Кирилл Молчанов                                                                          |
| Звукооператоры         | Юрий Закржевский, Евгений Терехов                                                        |
| Режиссер               | П. Познанская                                                                            |
| Оператор               | Б. Нагорный                                                                              |
| Редактор               | С. Клебанов                                                                              |
| Монтажер               | Р. Цегельницкая                                                                          |
| Костюмер               | В. Скопинова                                                                             |
| Гримеры                | И. Барановская, Т. Кунич                                                                 |
| Комбинированные съемки | В. Лозовский (оператор), В. Глазков (художник)                                           |
| Дирижер                | Эмин Хачатурян (совместно с Государственным симфоническим оркестром кинематографии СССР) |
| Директоры              | Михаил Капустин, Анатолий Кравецкий                                                      |

Фильм снят на пленку шосткинского химкомбината «Свема».